# Alexsandro de Souza
Alexsandro de Souza (* 14. September 1977 in Curitiba), genannt Alex, ist ein ehemaliger brasilianischer Fußballspieler und heutiger Fußballtrainer. Er spielte als Aktiver unter anderem für SE Palmeiras und Fenerbahçe Istanbul. In diesen Vereinen gehört er zu den bedeutendsten Fußballspielern der jeweiligen Vereinsgeschichten.

## Familie
Seit März 2000 ist er mit Dainanne standesamtlich verheiratet, welche zu dem Zeitpunkt die Tochter des Vereinspräsidenten war. Zusammen haben sie zwei Töchter (Maria Eduarda, Antonia) und einen Sohn (Felipe).

## Profil
Alex galt als ein guter und technisch sehr versierter Spielmacher, der zudem sehr torgefährlich ist. Er verfügte über Führungsqualitäten, die er neben seinen Stationen bei Vereinsmannschaften bereits auch schon in der brasilianischen Nationalmannschaft zeigen konnte.

## Vereinsfußball

### 1995 bis 2003
Seine Laufbahn begann er beim Coritiba FC, es folgte der Wechsel zur SE Palmeiras nach São Paulo. Dort feierte er einige Erfolge und gewann mit dem Team die Copa Mercosur, die Copa do Brasil und 1999 die Copa Libertadores. 1999 wurde er von der IFFHS zum drittbesten Torjäger der Welt gekrönt. Im Jahr 2000 spielte Alex auf Leihbasis für CR Flamengo nach Rio de Janeiro, bevor er einen Vertrag beim AC Parma in Italien unterschrieb. Doch bevor die Saison in der Serie A richtig begonnen hatte, kehrte er wieder zu Palmeiras zurück. Bei seiner kurzen Zeit bei Parma gelangen ihm in 5 Spielen 2 Tore und 7 Vorlagen. Mit dem brasilianischen Verein erreichte er 2001 das Halbfinale der Copa Libertadores. Im Sommer 2002 wechselte er zum Cruzeiro EC nach Belo Horizonte und wurde dort Kapitän. Bis zur Saison 2003/04 gelangen ihm 64 Treffer in 121 Spielen für Cruzeiro. In der Saison 2003/04 selbst erzielte Alex 25 Tore, darunter in einem Spiel einen Elfmeter-Hattrick. Er wurde im Jahr 2003 zu Brasiliens Spieler des Jahres gewählt. 2012 wurde Souza von den Fans von Cruzeiro zum Idol des Klubs gewählt.

### Fenerbahçe Istanbul
Im Juni 2004 unterschrieb er bei Fenerbahçe Istanbul einen Dreijahresvertrag, nachdem ein zuvor geplanter Wechsel in die Türkei im Winter geplatzt war. In der Saison 2004/2005 führte er Fenerbahçe mit 24 Toren zum Meistertitel und lieferte dabei auch noch 19 Vorlagen. In der Saison 2006/2007 wurde er mit 19 Toren Torschützenkönig der türkischen Liga. Damit ist er der bisher einzige ausländische Fenerbahçe-Fußballer, der Torschützenkönig wurde und der erste Brasilianer, der Torschützenkönig der Süperlig wurde. 2007 verlängerte er seinen Vertrag bei Fenerbahçe um zwei weitere Jahre bis 2009. Nachdem Ümit Özat, Tuncay Şanlı und Rüştü Reçber den Klub verließen, wurde Alex zum neuen Mannschaftskapitän von Fenerbahçe.
Am 1. November 2008 schoss er sein 100. Tor für Fenerbahçe Istanbul. Anfang 2009 verlängerte er seinen Vertrag bei Fenerbahçe Istanbul erneut, und zwar bis zum 31. Mai 2011. Am 16. August 2009 machte er sein 150. Ligaspiel für Fenerbahçe Istanbul. Am 12. September 2011 hat Alex gegen Orduspor sein 900. Spiel absolviert. Am 16. September 2011 machte er sein 300. Spiel für Fenerbahçe Istanbul.
Im Februar 2011 sorgte Alex für einen der unvergesslichsten Istanbuler Derbysiege in der Fenerbahçe-Historie nach der Jahrtausendwende. Nach einem 2:1-Auswärtsrückstand gegen den Istanbuler Ligarivalen Beşiktaş führte er seine Mannschaft als Kapitän zum 2:4-Auswärtssieg, indem Alex innerhalb von zehn Spielminuten einen lupenreinen Hattrick (64. min., 72. min. und 74. min.) erzielte. Am 18. März 2011 sorgte Alex erneut für ein fußballerisches historisches Ereignis. Beim Interkontinentalen-Derby-Ligaspiel gegen den Erzrivalen Galatasaray Istanbul war er für den 1:2-Auswärtssieg hauptverantwortlich, indem er die anfängliche 1:0-Führung des Gegners mit einer Torvorlage zum 1:1-Ausgleich egalisierte und später in den Schlussminuten selber den 1:2-Auswärtssiegtreffer einköpfte. Damit versetzte er dem Erzrivalen Galatasaray die erste Heimspielniederlage ihrer Geschichte in deren neuen Heimspielstätte der Türk Telekom Arena, die im Januar 2011 eröffnet wurde und seit dem an unbesiegt waren.
Im Mai 2012 trug er im türkischen Pokalfinale 2012 maßgeblich zum Pokalsieg bei, indem Alex bis zur 3:0-Führung seiner Mannschaft alle drei Tore vorbereitete und somit den Sieg einleitete. Später im Anschluss erzielte er den 4:0-Endstand und beendete damit endgültig die nahezu 29 Jahre andauernde türkische Pokaltitelabstinenz (1983) der Gelb-Dunkelblauen. Danach wurde er zum Most Valuable Player des Finalspieles ernannt.

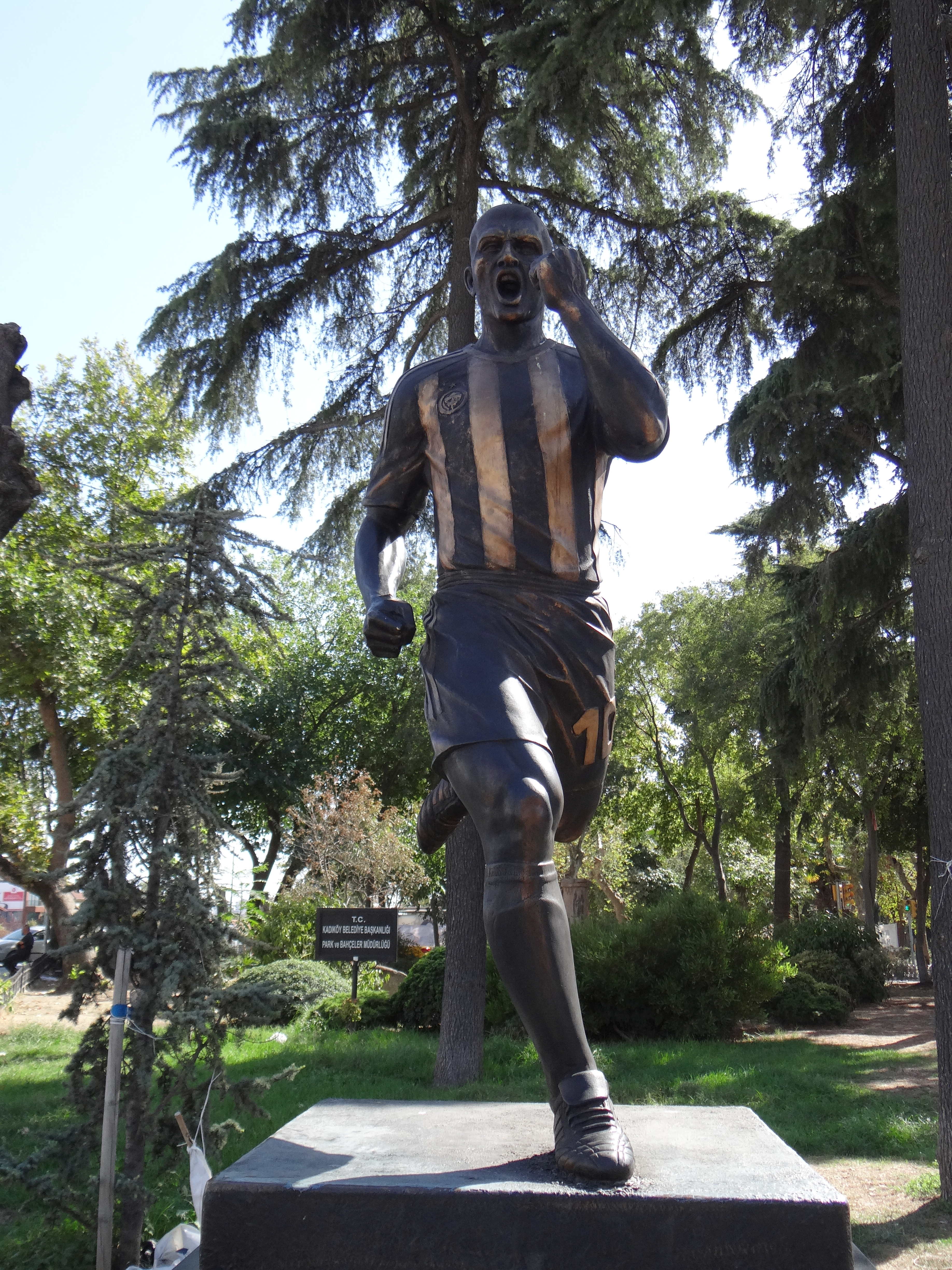
Alex-de-Souza-Statue in Kadıköy (2021)

Die Vereinsfans gründeten eine Initiative und strebten die Erlaubnis zum Bau einer eigenständig finanzierten Statue von Alex an. Daraufhin wurde im Yoğurtçu Park eine Statue von ihm errichtet und am 15. September 2012 eingeweiht. Sie steht neben der Statue der Vereinslegende Lefter Küçükandonyadis. Alex nimmt in der Vereinsgeschichte von Fenerbahçe Istanbul somit eine bedeutsamere Rolle ein, da außer Lefter zuvor keinem anderen Spieler zu Ehren eine Statue errichtet wurde. Am 1. Oktober 2012 wurde sein Vertrag von Trainer Aykut Kocaman aufgelöst, nachdem dieser zuvor mehrere Wochen lang private Streitereien mit Alex austrug. Auf den Verein wirkte sich dies insofern aus, dass Kocaman Alex kaum noch in Spielen einsetzte und Alex ihn daraufhin auf Twitter als „eifersüchtig“ bezeichnete. Kocamans stand daraufhin selbst vor der Beurlaubung. Die von Alex erwähnte Eifersucht lässt sich damit erklären, dass Aykut Kocaman mit 140 Toren in der Vereinsgeschichte Fenerbahçes bisher die meisten Ligatore geschossen hat und Alex mit bereits 136 Ligatoren an zweiter Stelle kurz davor stand, seinen Platz einzunehmen.

## Nationalmannschaft
Am 23. September 1998 absolvierte Alex gegen Jugoslawien sein erstes Länderspiel für die brasilianische Nationalmannschaft. Er nahm am FIFA-Konföderationen-Pokal 1999 und 2003 teil und war 2000 Teil der Olympiamannschaft Brasiliens. Trotz mehrerer Einsätze in der Qualifikation zur Fußball-Weltmeisterschaft 2002 wurde er von Trainer Luiz Felipe Scolari nicht für den WM-Kader nominiert. Alex vertrat sein Land bei den Turnieren um die Copa América 1999, 2001 und 2004, die er 1999 und 2004 auch gewann. Bei der Copa América 2004 in Peru war Alex Spielführer der brasilianischen Nationalmannschaft. Er absolvierte fünf Einsätze und verwandelte beim Viertelfinalsieg über Mexiko einen Elfmeter. Insgesamt bereitete er sieben Tore vor. Seinen letzten Einsatz in der Seleção hatte er am 12. Oktober 2005 gegen Venezuela.

## Statistik
| Verein              | Saison              | Liga                                    | Liga                                    | Pokale                                  | Pokale                                  | Pokale                                  | Pokale                                  | UEFA                                    | UEFA                                    | UEFA                                    | UEFA                                    | Gesamt                                  | Gesamt                                  |                                         |
| Verein              | Saison              | Spiele                                  | Tore                                    | Spiele                                  | Tore                                    | Spiele                                  | Tore                                    | Spiele                                  | Tore                                    | Spiele                                  | Tore                                    | Spiele                                  | Tore                                    |                                         |
| Türkei              | Türkei              | Süper Lig                               | Süper Lig                               | Türkiye Kupası                          | Türkiye Kupası                          | TFF Süper Kupa                          | TFF Süper Kupa                          | Qualifikation                           | Qualifikation                           | Turnier                                 | Turnier                                 | Gesamt                                  | Gesamt                                  |                                         |
| ------------------- | ------------------- | --------------------------------------- | --------------------------------------- | --------------------------------------- | --------------------------------------- | --------------------------------------- | --------------------------------------- | --------------------------------------- | --------------------------------------- | --------------------------------------- | --------------------------------------- | --------------------------------------- | --------------------------------------- | --------------------------------------- |
| Fenerbahçe SK       | 2004/05             | 31                                      | 24                                      | 5                                       | 3                                       | -                                       | -                                       | -                                       | -                                       | 8                                       | 1                                       | 44                                      | 29                                      |                                         |
| Fenerbahçe SK       | 2005/06             | 31                                      | 15                                      | 8                                       | 2                                       | -                                       | -                                       | -                                       | -                                       | 4                                       | 3                                       | 43                                      | 20                                      |                                         |
| Fenerbahçe SK       | 2006/07             | 32                                      | 19                                      | 3                                       | 0                                       | -                                       | -                                       | 4                                       | 0                                       | 8                                       | 1                                       | 47                                      | 20                                      |                                         |
| Fenerbahçe SK       | 2007/08             | 28                                      | 14                                      | 2                                       | 0                                       | 1                                       | 0                                       | 2                                       | 2                                       | 10                                      | 2                                       | 43                                      | 18                                      |                                         |
| Fenerbahçe SK       | 2008/09             | 26                                      | 11                                      | 5                                       | 4                                       | -                                       | -                                       | 4                                       | 2                                       | 5                                       | 0                                       | 40                                      | 17                                      |                                         |
| Fenerbahçe SK       | 2009/10             | 26                                      | 11                                      | 8                                       | 5                                       | 1                                       | 2                                       | 2                                       | 1                                       | 6                                       | 2                                       | 43                                      | 21                                      |                                         |
| Fenerbahçe SK       | 2010/11             | 33                                      | 28                                      | 1                                       | 0                                       | -                                       | -                                       | 4                                       | 0                                       | -                                       | -                                       | 38                                      | 28                                      |                                         |
| Fenerbahçe SK       | 2011/12             | 33                                      | 14                                      | 3                                       | 3                                       | -                                       | -                                       | -                                       | -                                       | -                                       | -                                       | 36                                      | 17                                      |                                         |
| Fenerbahçe SK       | 2012/13             | 5                                       | 0                                       | -                                       | -                                       | 1                                       | 1                                       | 3                                       | 0                                       | 1                                       | 1                                       | 10                                      | 2                                       |                                         |
| Gesamt              | Gesamt              | 245                                     | 136                                     | 35                                      | 17                                      | 3                                       | 3                                       | 19                                      | 5                                       | 42                                      | 10                                      | 344                                     | 171                                     |                                         |
| Stand: Karriereende | Stand: Karriereende | Quellen: 1. 2. Anmerkungen: 1. 2. 3. 4. | Quellen: 1. 2. Anmerkungen: 1. 2. 3. 4. | Quellen: 1. 2. Anmerkungen: 1. 2. 3. 4. | Quellen: 1. 2. Anmerkungen: 1. 2. 3. 4. | Quellen: 1. 2. Anmerkungen: 1. 2. 3. 4. | Quellen: 1. 2. Anmerkungen: 1. 2. 3. 4. | Quellen: 1. 2. Anmerkungen: 1. 2. 3. 4. | Quellen: 1. 2. Anmerkungen: 1. 2. 3. 4. | Quellen: 1. 2. Anmerkungen: 1. 2. 3. 4. | Quellen: 1. 2. Anmerkungen: 1. 2. 3. 4. | Quellen: 1. 2. Anmerkungen: 1. 2. 3. 4. | Quellen: 1. 2. Anmerkungen: 1. 2. 3. 4. | Quellen: 1. 2. Anmerkungen: 1. 2. 3. 4. |

## Erfolge

### Nationalmannschaft
- Brasilianische Junioren-Nationalmannschaft
  - Turnier von Toulon:
    - Sieger 1996

  - FIFA Junioren-Weltmeisterschaft:
    - Viertelfinalist 1997 in Malaysia (4 Einsätze / 4 Tore)[19]
- Brasilianische Olympiaauswahl
  - Olympische Spiele:
    - Viertelfinalist 2000 in Australien (4 Einsätze / 2 Tore)[19]
- Brasilianische A-Nationalmannschaft (1998–2005)
  - Copa América:
    - Sieger 1999 in Paraguay (4 Einsätze / 1 Tor)
    - Viertelfinalist 2001 in Kolumbien (4 Einsätze / 1 Tor)
    - Sieger 2004 in Peru (5 Einsätze / 1 Tor)

  - FIFA-Konföderationen-Pokal:
    - Finalist 1999 in Mexiko (5 Einsätze / 4 Tore)[19]
    - Teilnahme 2003 in Frankreich (2 Einsätze / 1 Tor)[19]

### Verein
SE Palmeiras (1997–2002)
- Copa Mercosur: 1998
- Brasilianischer Pokalsieger: 1998
- Copa Libertadores: Sieger 1999, Finalist 2000, Halbfinalist 2001
- Weltpokal: Teilnahme 1999
- Torneio Rio-São Paulo: Sieger 2000

Cruzeiro EC (2002–2004)
- Meister der Staatsmeisterschaft von Minas Gerais: 2003, 2004
- Brasilianischer Pokalsieger: 2003
- Brasilianischer Meister: 2003

Fenerbahçe SK (2004–2012)
- Türkische Meisterschaft
  - 3 × Meister: 2005, 2007, 2011
  - 4 × Vizemeister: 2006, 2008, 2010, 2012
- Türkischer Pokal
  - 1 × Sieger: 2012
  - 4 × Finalist: 2005, 2006, 2009, 2010
- Türkischer Supercup
  - Sieger: 2007, 2009
  - Teilnahme: 2012

- Coritiba FC
- Meister der Staatsmeisterschaft von Paraná: 2013

## Auszeichnungen
- 1995: Bester Nachwuchsspieler bei der Campeonato Paranaense
- 1996: Bester Spieler bei der Campeonato Paranaense
- 1997: Bester Mittelfeld Spieler bei der Campeonato Paranaense
- 1998: Torschützenkönig bei der Copa Mercosur
- 1999: Drittbester Torjäger der Welt
- 1999: Südamerikas Bester Mittelfeldspieler
- 2003: Südamerikas Bester Mittelfeldspieler
- 2003: Brasiliens Spieler des Jahres
- 2004: Ernannt in das Team des Turniers des Copa América 2004[20]
- 2006/07: Torschützenkönig der türkischen Erstliga (Süper Lig) mit 19 Treffern
- 2007/08: Bester Vorlagengeber der UEFA-Champions-League-Saison (6 Vorlagen)[21]
- 2007/08: „Team of the Tournament“ (deutsch Mannschaft des Turniers) der UEFA-Champions-League-Saison[22]
- 2010/11: Torschützenkönig der türkischen Erstliga (Süper Lig) mit 28 Treffern
- 2011: Futbol Plus Dergisi Yılın Futbol Oscarları – Spieler des Jahres
- 2011/12: Bester Spieler des türkischen Pokalfinales (1 Tor, 3 Vorlagen)

## Trainer
Anfang 2021 gab Alex den Start seiner Karriere als Trainer bekannt. Der ehemalige Spieler wurde am 27. März vom FC São Paulo als Nachwuchstrainer für U20-Mannschaft verpflichtet. Im Januar 2022 endete nach einer Niederlage gegen die SE Palmeiras sein Engagement.
Im November 2022 gab der Avaí FC bekannt, Alex als neuen Trainer für die Saison 2023 verpflichtet zu haben. Im Mai 2025 wurde er wieder entlassen. In der Série B 2023 lag der Klub nach dem vierten Spieltag auf dem 16. Platz. Zuvor war er mit Avaí im Viertelfinale der Staatsmeisterschaft von Santa Catarina 2023 gegen den Criciúma EC ausgeschieden sowie in der ersten Runde des Copa do Brasil 2023 gegen den schlechter platzierten Retrô FC Brasil mit 2:3. Insgesamt leitete Alex die Mannschaft in 18 Spielen. Es gab sechs Siege, vier Unentschieden und acht Niederlagen, was einer Quote von 40 % entspricht, bei 22:25 Toren.
Im Mai 2024 ging Alex wieder in die Türkei, um Antalyaspor zu betreuen. Nach einer nach der 0:5-Niederlage gegen Trabzonspor wurde er im Januar 2025 wieder entlassen. In 21 Spielen als Trainer von Antalyaspor erzielte er acht Siege, vier Unentschieden und neun Niederlagen aufzuweisen. Die Mannschaft belegte mit 21 Punkten den 13. Platz in der türkischen Meisterschaft, fünf mehr als die Abstiegszone, und hat sich für die Gruppenphase des türkischen Pokals qualifiziert.
Im Juni 2025 wurde Alex Trainer beim Operário Ferroviário EC. Der Klub hatte seinen Trainer Bruno Pivetti nach dem zwölften Spieltag der Série B 2025 am 16. Juni entlassen. Zu dem Zeitpunkt lag Ferroviário auf dem 15. Tabellenplatz. 